# Léo Amberg
Pour les articles homonymes, voir Amberg (homonymie).
Léo Amberg est un coureur cycliste suisse, né le 23 mars 1912 à Ballwil et mort le 18 septembre 1999 à Oberriet.
Professionnel de 1934 à 1947, il est notamment sacré champion de Suisse sur route à deux reprises en 1937 et 1938. En 1937, il remporte deux étapes et devient le premier coureur suisse dans l'histoire à monter sur le podium final du Tour de France.

## Palmarès
- 1934
  - Tour du Canton de Genève
  - 2e du championnat de Suisse militaires
- 1935
  - Course de côte du mont Faron
  - Grand Prix du Journal de Nice :
    - Classement général
    - 1re étape

  - 2e du Championnat de Zurich
  - 2e du Tour de Suisse
  - 2e du Grand Prix de Cannes
  - 3e de la Course de côte du Puy de Dôme
  - 5e du championnat du monde sur route
- 1936
  - Course de côte du Klausenberg
  - 2e du Grand Prix de Nice
  - 2e de la Course de côte du Puy de Dôme
  - 3e du Tour de Suisse
  - 8e du Tour de France
- 1937
  -  Champion de Suisse sur route
  - Championnat de Zurich
  - 1re, 2e et 6e étapes du Tour de Suisse
  - 5ec et 19eb (contre-la-montre) étapes du Tour de France
  - 2e du Tour de Suisse
- 1938
  -  Champion de Suisse sur route
  - 18e étape secteur a du Tour d'Italie
  -  Médaillé de bronze du championnat du monde sur route
  - 5e du Tour de Suisse
- 1939
  - 16e étape du Tour d'Allemagne
  - 2e du Tour du lac Léman
  - 10e du Tour de Suisse
- 1942
  - 3e du championnat de Suisse sur route
- 1946
  - Circuit des Alpes
    - Classement général
    - 2e étape

  - 3e du Grand Prix du Locle
- 1947
  - 1rea étape du Tour de Romandie (contre-la-montre par équipes)

## Résultats sur les grands tours

### Tour de France
4 participations
- 1935 : 24e
- 1936 : 8e
- 1937 : 3e, vainqueur des 5ec et 19eb (contre-la-montre) étapes
- 1947 : éliminé (7e étape)

### Tour d'Italie
2 participations
- 1937 : 13e
- 1938 : 32e, vainqueur de la 18ea étape

### Tour d'Espagne
1 participation
- 1935 : 12e